# Американский психопат (фильм, 2026)
«Американский психопат» (англ. American Psycho) — предстоящий американский сатирический психологический фильм ужасов режиссёра Луки Гуаданьино по сценарию Скотта З. Бернса, основанный на одноимённом романе Брета Истона Эллиса. Роль Патрика Бэйтмана исполнит Остин Батлер.

## Сюжет
Действие фильма разворачивается в Нью-Йорке 1980-х годов, Патрик Бэйтман, инвестиционный банкир, ведёт двойную жизнь — с одной стороны — респектабельный гражданин, с другой — серийный убийца, хотя обе стороны его жизни порочны.

## В ролях
| Актёр        | Роль           |
| ------------ | -------------- |
| Остин Батлер | Патрик Бэйтман |

## Производство
18 октября 2024 года стало известно, что Лука Гуаданьино ведёт переговоры о постановке новой экранизации романа Брета Истона Эллиса «Американский психопат» 1991 года, сценарий напишет Скотт З. Бернс.
В декабре 2024 года было объявлено, что Остин Батлер исполнит роль Патрика Бейтмана.